# Swiss Excellence Siren
Die Swiss Excellence Siren ist ein zweisitziger (side-by-side) Tiefdecker der Klasse der Ultraleichtflugzeuge. Sie wird von der Firma Swiss Excellence Airplanes hergestellt und ist deren zweites Modell nach der Swiss Excellence Risen. Das Flugzeug wurde 2017 auf der Aero Friedrichshafen vorgestellt und wird damaligen Angaben zufolge als ready-to-fly-Version ausgeliefert.

## Design und Entwicklung
Die Siren hat eine ähnliche Form wie die Risen, unterscheidet sich aber in der Konfiguration: Die Siren hat ein festes Fahrwerk und ein Split-Flap-System. Das Flugzeug wird in einer erweiterbaren Basisausstattung angeboten.

## Eigenschaften
Daten von der Siren-Broschüre:
- Besatzung: 1
- Passagiere: 1
- Länge: 6 m
- Spannweite: 9 m
- Tank: 2 × 43 Liter
- Kabinendach: 3 m², motorisiert
- Standardausstattung: ballistischer Rettungsschirm
- Material: mit Kohlenstofffasern verstärktes Kunstharz
- Sitze: nebeneinander
- Fahrwerk: fest, Beringer-Räder mit hydraulisch betätigten Scheibenbremsen
- Propeller: optimiert für die Form
- Verfügbare Motoren: Rotax 912, Rotax 912 ULS, Rotax 912 iS
- Leistung: 80 bis 100 PS (ca. 60 bis 75 kW)
- Max. horizontale Geschwindigkeit: 250 bis 290 km/h
- Reisegeschwindigkeit: 220 bis 265 km/h
- Überziehgeschwindigkeit: 65 bis 72 km/h